# ГЕС Ель-Караколь
ГЕС Ель-Караколь (Carlos Ramírez Ulloa) — гідроелектростанція у мексиканському штаті Ґерреро. Розташована перед ГЕС Ель-Інфирнільо, становить верхній ступінь каскаду на річці Бальсас, яка впадає до Тихого океану на межі штатів Герреро та Мічоакан.
У межах проекту річку перекрили кам'яно-накидною/земляною греблею висотою 126 метрів, яка утримує витягнуте по долині Бальсас на 50 км водосховище з об'ємом 1414 млн м3 (під час повені до 1587 млн м3).
За 1,5 км нижче від греблі річка, яка описує петлю, проходить всього за пару сотень метрів від водосховища. Саме в цьому місці облаштували машинний зал з трьома турбінами потужністю по 198 МВт, які забезпечують виробництво 1 млрд кВт-год електроенергії на рік.
Видача продукції відбувається по ЛЕП, розрахованих на роботу під напругою 230 кВ.